# Família Konder
A Família Konder é uma das famílias de maior influência na política e arte brasileira. Oriundos de Schweich, Alemanha, radicaram-se em Itajaí, Santa Catarina.

## Origens
Markus Konder (1854 - 1898), nascido em Schweich, era professor formado pelo Seminário Pedagógico em Trier, onde estudava também música. Durante a Guerra Franco-Prussiana foi designado a fazer o registro dos feridos e mortos no hospital de sangue num convento de Trier. Contratado por Nikolaus Malbourg como preceptor de seus filhos em 1872, migrou para o Brasil, desembarcando em Itajaí. Nessa cidade conheceu Adelaide Flores Konder (1860-1958), casando-se em 1877.
Na cidade de Schweich existe a Markus Konder Strasse, em sua homenagem..
Durante a Revolução de 30, os membros da família se dispersam de Santa Catarina.

## Membros notáveis
- Marcos Konder (1882 - 1962), industrial, escritor e político
- Arno Konder (1882 - 1942), diplomata
- Adolfo Konder (1884 - 1956), político
- Vítor Konder (1886 - 1941), político
- Alexandre Marcos Konder (1904 - 1953), jornalista
- Valério Konder (1911 - 1968), médico
- Victor Márcio Konder (1920 - 2005), educador
- Marcos Konder Reis (1922 - 2001), poeta, expoente do modernismo
- Antônio Carlos Konder Reis (1924 - 2018), político
- Marcos Konder Netto (1927 - 2021), arquiteto
- Paulo Konder Bornhausen (1929 - 2024), político
- Leandro Konder (1936 - 2014), filósofo
- Fábio Konder Comparato (1936 - ), jurista
- Jorge Konder Bornhausen (1937 - ), político
- Rodolfo Konder (1938 - 2014), jornalista

## Outros membros
- Maria ("Marieta") Konder Bornhausen (1898 - 1994), primeira-dama de Santa Catarina entre 1951 e 1956;
- Gustavo Adolpho Konder (1905 - 1981), cronista [4];
- Maria Luisa Konder Lins e Silva (1913 - 1984), casada com Evandro Lins e Silva;
- Octavia Benvinda Regis Konder (1915 - 1961), escritora [5];
- Maria Pompeia Konder Reis Malburg (1928 - 2018), primeira-dama de Santa Catarina entre 1975 e 1979.